# Miacora tropicalis
Miacora tropicalis is een vlinder uit de familie van de houtboorders (Cossidae). De wetenschappelijke naam van de soort is voor het eerst geldig gepubliceerd in 1904 door William Schaus.